# فرلسدورف
فرلسدورف (به آلمانی: Frelsdorf) یک منطقهٔ مسکونی در آلمان است که در بفرشتدت واقع شده‌است. فرلسدورف ۷۰۸ نفر جمعیت دارد.